# Suchowola (gmina)
Pour les articles homonymes, voir Suchowola.
Suchowola est une gmina mixte du powiat de Sokółka, Podlachie, dans le nord-est de la Pologne. Son siège est la ville de Suchowola, qui se situe environ 33 km au nord-ouest de Sokółka et 52 km au nord de la capitale régionale Białystok.
La gmina couvre une superficie de 255,89 km2 pour une population de 7 350 habitants.

## Géographie
Outre la ville de Suchowola, la gmina inclut les villages de Bachmackie Kolonie, Brukowo, Chlewisk Dolny, Chlewisk Górny, Chmielniki, Chmielówka, Chodorówka Nowa, Chodorówka Stara, Chodorówka Stara-Kolonia, Ciemne, Czerwonka, Domuraty, Dryga, Dryga-Kolonia, Dubasiewskie Kolonie, Dubasiewszczyzna, Głęboczyzna, Grodzisk, Grymiaczki, Hołodolina, Horodnianka, Jatwieź Duża, Jatwieź Mała, Karpowicze, Kiersnówka, Kopciówka, Krzywa, Laudańszczyzna, Leśniki, Leszczany, Morgi, Nowe Stojło, Okopy, Olszanka, Ostrówek, Piątak, Podgrodzisk, Podhorodnianka, Podostrówek, Pokośno, Połomin, Połomin-Kolonia, Poświętne, Rutkowszczyzna, Sucha Góra, Tablewo, Trzyrzecze, Wólka, Żakle et Zgierszczańskie.
La gmina borde les gminy de Dąbrowa Białostocka, Janów, Jaświły, Korycin et Sztabin.